# Luuk Brouwers
Luuk Brouwers, né le 3 mai 1998 à Helmond aux Pays-Bas, est un footballeur néerlandais qui joue au poste de milieu de terrain au SC Heerenveen.

## Biographie

### FC Den Bosch
Né à Helmond aux Pays-Bas, Luuk Brouwers est formé par le FC Den Bosch. Il joue son premier match en équipe première le 10 avril 2015, lors d'une rencontre de deuxième division néerlandaise face au Jong PSV (en). Il entre en jeu à la place de Jort van der Sande (en), et les deux équipes se neutralisent (1-1).
Il inscrit son premier but en professionnel le 7 avril 2017, lors d'une rencontre de championnat face au MVV Maastricht. Titulaire ce jour-là, il donne la victoire à son équipe à la 85e minute de jeu, permettant aux siens de l'emporter par deux buts à un.

### Go Ahead Eagles
Le 5 février 2020, Luuk Brouwers signe en faveur du Go Ahead Eagles pour un contrat courant jusqu'en juin 2023, et prenant effet à partir du 1er juillet 2020. Lors de cette saison 2020-2021, il contribue à la remontée du club en première division, les Eagles terminant deuxième du championnat.
Il fait sa première apparition en Eredivisie, la première division, face au SC Heerenveen, le 13 août 2021, lors de la première journée de la saison 2021-2022. Il est titulaire lors de cette rencontre perdue par son équipe par un but à zéro. Il inscrit son premier but dans l'élite du football néerlandais le 11 septembre 2021, lors d'une lourde défaite de son équipe face au SC Cambuur (5-2 score final). Brouwers s'impose comme un élément clé chez les Eagles, contribuant au maintien de son équipe en Eredivisie.

### FC Utrecht
Luuk Brouwers signe en faveur du FC Utrecht le 23 mars 2022, pour un contrat de cinq ans prenant effet au 1er juillet 2022,.
Brouwers joue son premier match pour Utrecht le 6 août 2022, lors de la première journée de la saison 2022-2023 d'Eredivisie, contre le RKC Waalwijk. Titularisé, il délivre une passe décisive pour Bas Dost et les deux équipes se neutralisent (2-2 score final).

### SC Heerenveen
Le 21 août 2023, Luuk Brouwers rejoint le SC Heerenveen sous la forme d'un prêt d'une saison avec obligation d'achat sous certaines conditions.